# Henk van Os
Hendrik Willem van Os (Harderwijk, 28 februari 1938 – Amsterdam, 14 juni 2025) was een Nederlands kunsthistoricus. Hij was onder andere hoogleraar kunst- en cultuurgeschiedenis, directeur van het Rijksmuseum Amsterdam en televisiepresentator van kunstprogramma's.

## Loopbaan
Henk van Os studeerde kunstgeschiedenis aan de Rijksuniversiteit Groningen, van welke universiteit zijn vader, Frederik van Os, gedurende twee perioden rector-magnificus was. Ook studeerde hij enige tijd in Rome. In 1969 promoveerde hij in Groningen; vijf jaar later werd hij er hoogleraar kunst- en cultuurgeschiedenis. Tussen 1984 en 1989 was hij tevens decaan van de Letterenfaculteit in Groningen. Van 1989 tot 1996 was hij directeur van het Rijksmuseum Amsterdam, vervolgens werd hij universiteitshoogleraar kunst en samenleving aan de Universiteit van Amsterdam.
Van Os werd met name bij het grote publiek bekend door de presentatie van tv-programma's als Beeldenstorm van de AVRO en Museumschatten van de VARA, die tot doel hadden om kunst, met name schilderkunst, onder de aandacht te brengen.
Ook organiseerde hij buiten het Rijksmuseum verscheidene grote tentoonstellingen, onder meer in het Groninger Museum (Ilja Repin: het geheim van Rusland in 2001-2002), het Mauritshuis in Den Haag (Droom van Italië in 2006), de Nieuwe Kerk in Amsterdam en Museum Catharijneconvent in Utrecht (de reliekententoonstelling Op weg naar de hemel in 2000/2001 en de tentoonstelling Franciscus in 2016).
In 2012 verscheen een boek met brieven die Van Os schreef met zijn zoon Pieter. De brieven gaan over de drang tot godsdienst van vader Van Os.
Voor zijn werk ontving hij meerdere binnen- en buitenlandse onderscheidingen. Zo ontving hij de zelden uitgereikte eremedaille voor Kunst en Wetenschap behorende bij de Huisorde van Oranje.
Van Os overleed op 14 juni 2025 op 87-jarige leeftijd.

## Publicaties (selectie)
- met Wim Hazeu, De vreugden van kunstgeschiedenis. Baarn, De Prom, 1993
- De weg naar de hemel: reliekverering in de Middeleeuwen. Baarn, De Prom, 2000
- Nederlandse kunst in het Rijksmuseum, dl. 1 1400-1600. Zwolle, Waanders, 2000
- Beeldenstorm: naar keuze. Amsterdam University Press Salomé, 2002
- Zien is genoeg. Amsterdam, Balans, 2003 / 2005
- Moederlandse geschiedenis, 2005
- (met medewerking van Epco Runia), Droom van Italië. Den Haag, Mauritshuis / Zwolle, Waanders, 2006
- Augustinus op het strand. Amsterdam, Balans, 2008
- De ontdekking van Nederland: vier eeuwen landschap verbeeld door Hollandse meesters. Nai Uitgevers, 2008
- Jong in Groningen: kunst uit de periode 1945 - 1975. Groninger Museum, 2009
- Pioniers van de moderne kunst. In: tentoonstellingscatalogus Matisse tot Malevich. Pioniers van de moderne kunst uit de Hermitage, onder redactie van Albert Kostenevich, Hermitage, Amsterdam, 2010, pp. 13-19 (gastconservator: Henk van Os)
- Kijk nou eens. Balans, 2e druk, 2012
- 'Kunst is leven, leven is kunst', in: Ernst Ludwig Kirchner. Paradijs in de bergen, Bussum, Uitgeverij Thoth / Singer Laren, 2015
- Heilige en onheilige families. Balans, 2015
- Kunstzinnig: verzamelde columns. Vereniging Rembrandt, 2017

- Bibsys: 90662498
- Biblioteca Nacional de España: XX1188606
- Bibliothèque nationale de France: cb12034931s (data)
- CiNii: DA02004024
- Digitale Bibliotheek voor de Nederlandse Letteren: os__016
- Gemeinsame Normdatei: 118195816
- International Standard Name Identifier: 0000 0003 5577 9085
- Library of Congress Control Number: n50049639
- NARCIS: PRS1240191
- Bibliotheek van het Japanse parlement: 00886070
- Nationale Bibliotheek van Tsjechië: xx0305628
- Nationale Bibliotheek van Israël: 987007459604905171
- Nationale en Universitaire bibliotheek Zagreb: 000372604
- Nederlandse Thesaurus van Auteursnamen: 069074143
- RKD-Nederlands Instituut voor Kunstgeschiedenis: 352467
- LIBRIS: 81916
- Système universitaire de documentation: 028532066
- Virtual International Authority File: 161451384
- WorldCat: E39PBJd3RTRwhbCFXFVxyX7rbd